# 久屋大通

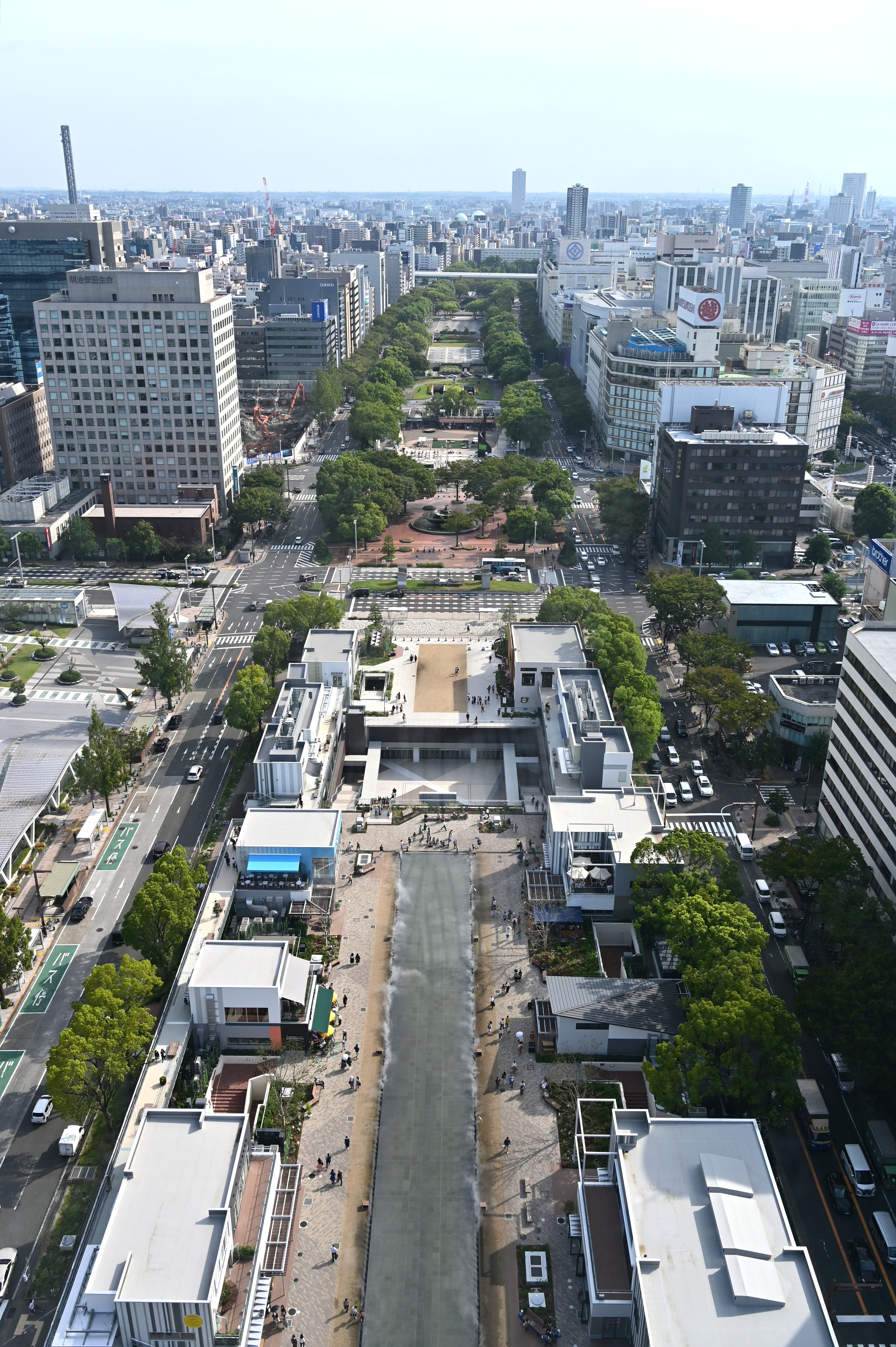
从名古屋电视塔上眺望久屋大通及公园

久屋大通（日语：／ Hisaya ōdōri）是一条贯穿爱知县名古屋市中心东部的南北向道路，是日本三大“百米路”之一（名古屋市两条、广岛市一条）。

## 简介

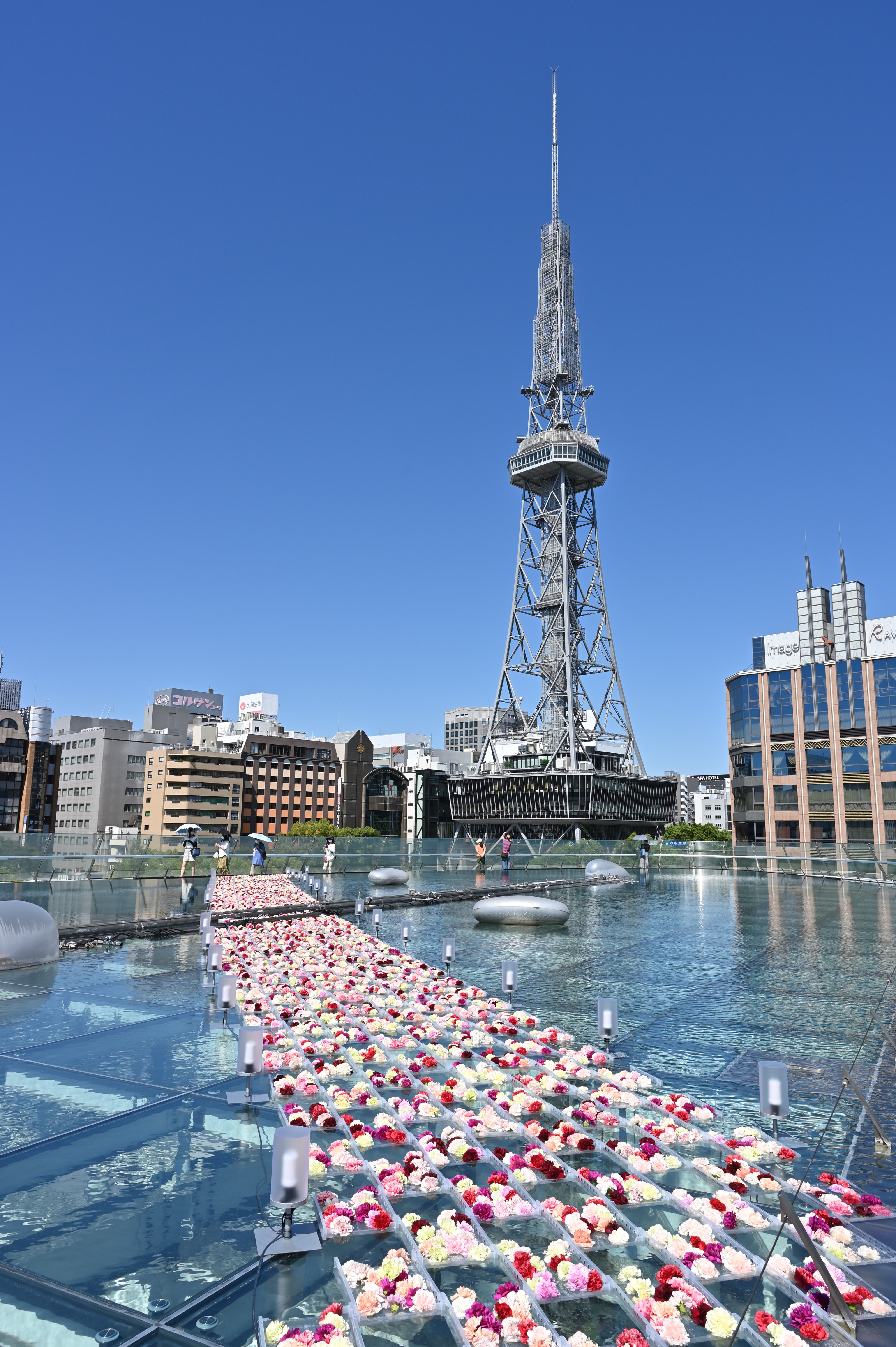
从绿洲21眺望久屋大通

久屋大通是名古屋的市道，位于市中心，长1738米，平均宽度112.17米。其法定名称为“名古屋市道久屋大通”。道路中央的绿化带被称为久屋大通公园，长1381米，平均宽度78米。根据《都市公园法》，久屋大通公园被指定为都市公园。
作为名古屋市战后土地区划调整重建项目的一部分，通过将连接名古屋城外护城河上的久屋桥至新堀川堀留西岸的久屋町筋与一筋西的锻治屋町筋两条道路合并为一条，久屋大通由此诞生。久屋大通公园两侧，原久屋町筋与锻治屋町筋分别成为南行与北行的单行道。
- 南行起点：久屋桥外堀通路口 - 终点：若宫大通久屋路口
- 北行起点：若宫大通久屋路口 - 终点：久屋桥西外堀通路口

久屋大通曾是这条道路的俗称，但在1984年，名古屋市举办了道路命名公开征集活动，并最终采纳了该名称作为道路的昵称。这条街由于与巴黎的香榭丽舍大街有许多共同之处，包括街道两旁都有专卖店、餐馆和绿地公园，因此它与巴黎的香榭丽舍大街签订了友好协议。1986年8月10日的道路日，这条道路被原建设省和道路日执行委员会评选为“日本百路选”之一，成为名古屋市的象征性道路。此外，1994年，它被读卖新闻评选为“新日本街路树百景”之一。

### 道路详情
- 路名：名古屋市道久屋大通
- 起点：名古屋市中区丸之内3丁目
- 终点：名古屋市中区荣3丁目
- 长度：1738米
- 平均宽度：112.17米

## 特征
就道路宽度而言，久屋大通是日本最宽的道路，超过了若宫大通（100米）和札幌大通（105米）。札幌大通以位于大通公园内的札幌电视塔为中心，与久屋大通类似，名古屋电视塔位于久屋大通公园内。然而，久屋大通是一条南北向的道路，而札幌大通是一条东西向的道路。名古屋电视塔位于久屋大通公园的中央，而札幌电视塔位于公园的东端。
除了作为道路的主要功能外，久屋大通还拥有名古屋经济、社会和文化活动所必需的设施。结合铁路和公交基础设施，它成为连接市中心和住宅区的重要枢纽。
名古屋市营地铁名城线和名铁濑户线与久屋大通地下平行运行，名城线沿路设有矢场町站、荣站和久屋大通站，濑户线设有荣町站。东山线和樱通线与久屋大通交汇，前者的荣站和后者的久屋大通站是名城线的换乘站。久屋大通已建成三座地下商店街和总容量达2000辆的三个地下停车场，与名古屋站前地下商店街一起成为名古屋市最繁华的地区之一。

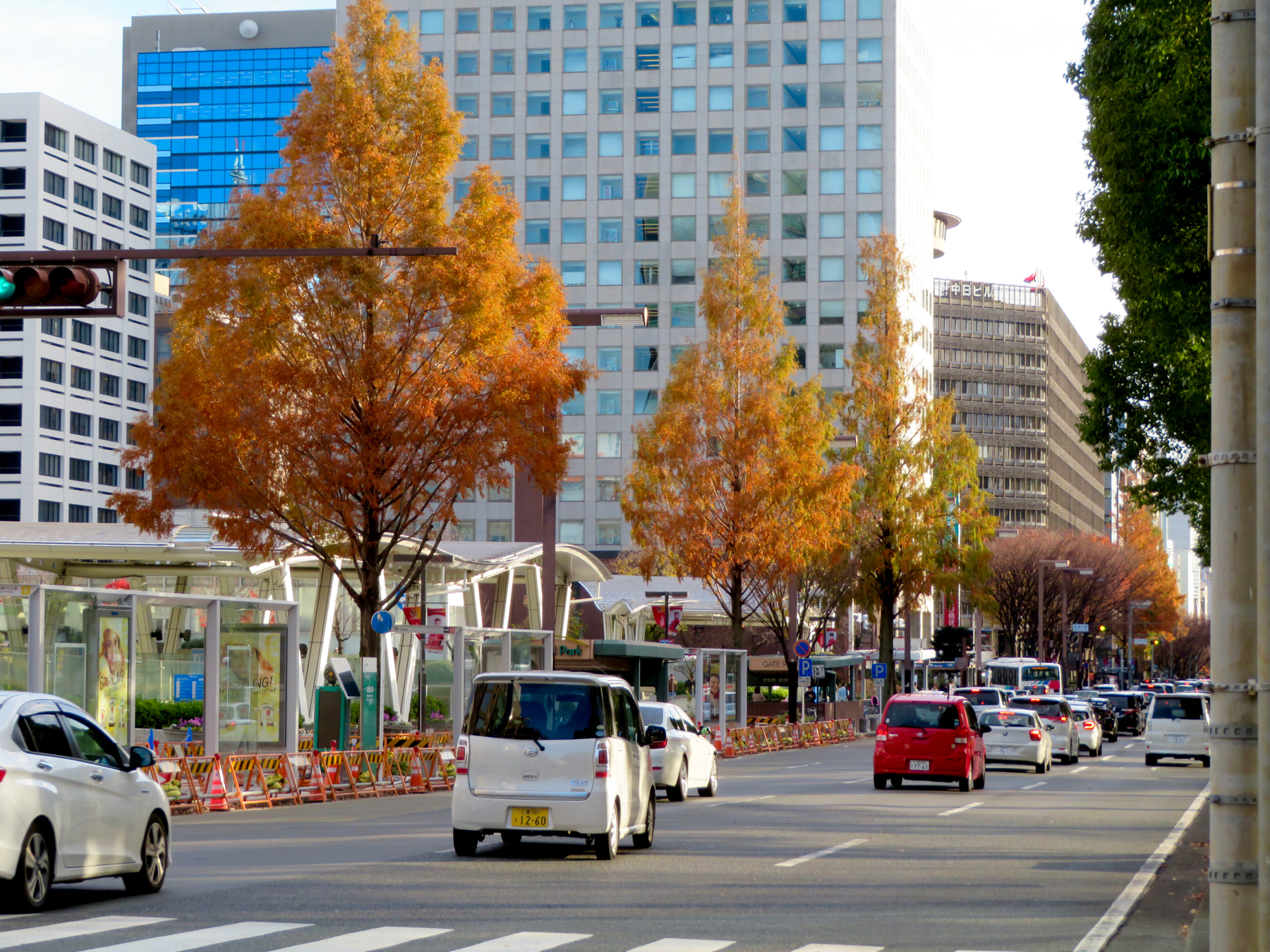
久屋大通的红叶

中心绿地（久屋大通公园）是横跨国道19号（樱通）的上盖，曾为纪念与姐妹友好城市洛杉矶、墨西哥城、南京、悉尼的友好合作关系而建了友好广场，以及各城市赠送的纪念碑，还有“蕉风发祥地”文学碑等众多碑石和雕塑。广场内还设有喷泉、花钟、花园和众多树木，其中包括名古屋市树樟树，在名古屋市中心营造出一片珍贵的绿地。它曾是名古屋市中心的一片绿洲，深受当地人的喜爱，但在2020年因重建而被摧毁。
这里也是各种活动的举办地，每年举办超过200场节日和文化活动，包括名古屋节前夜祭、丸八日、名古屋环境日和各种音乐会。

## 历史

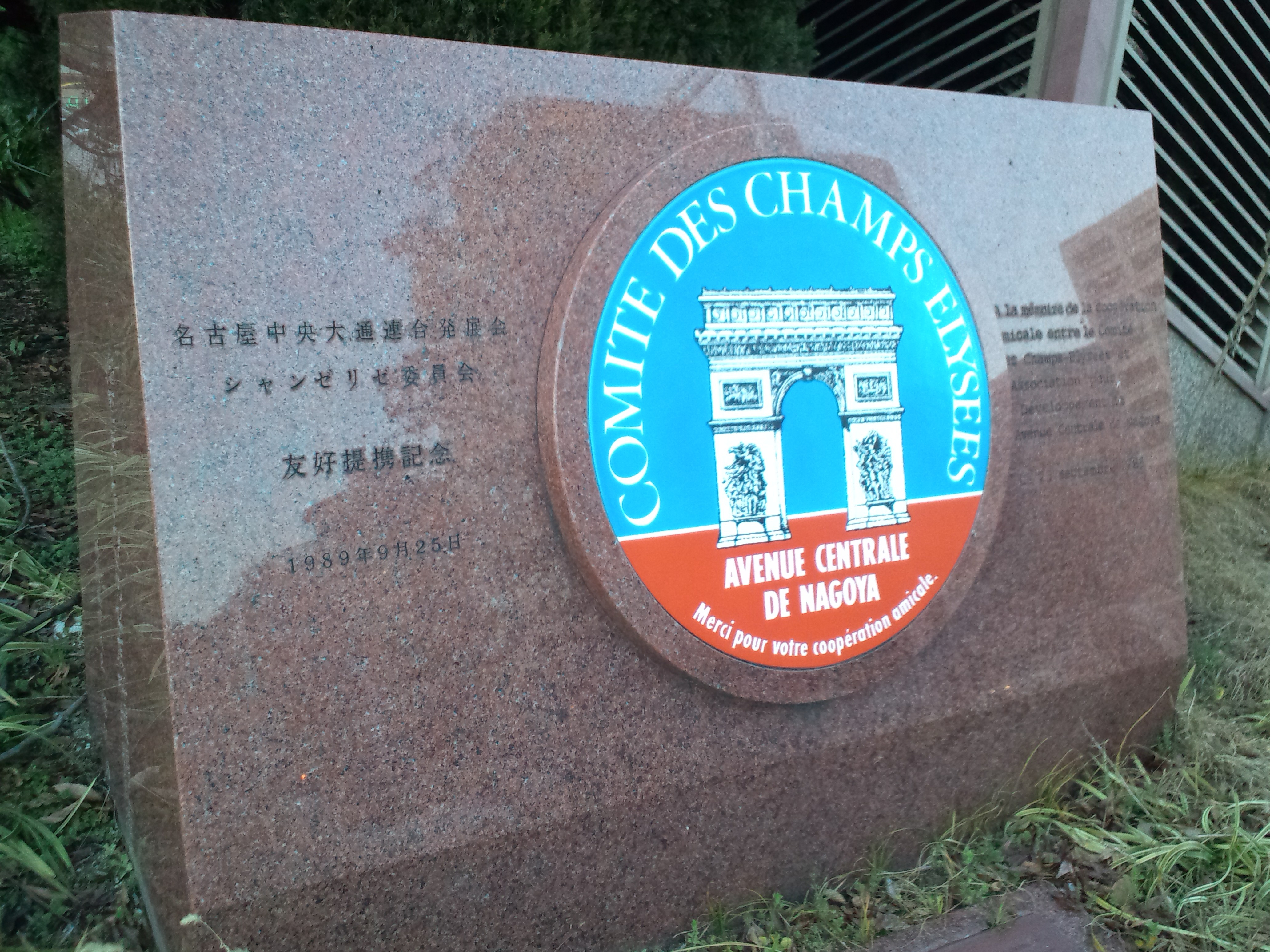
香榭丽舍大街友好纪念碑

沿着久屋町筋，即清州越的最东端，从北到南依次排列着久屋町和上田町。久屋町最初因这里有许多干鱼商人而被称为干物町，但尾张藩第一代藩主德川义直为了祈求长久繁荣，将其命名为久屋町。与传马町通交叉口以南的地区是武士聚居地，明治时代后这里被称为南久屋町。沿着锻治屋町筋，从北到南依次排列着关锻治町、吉田町、小市场町和小冢町。关锻治町的名字来源于这里是美浓国关市等铁匠（包括刀匠）的聚集地。与广小路通交叉口以南的区域多为武士住宅区，明治时期后被成为南锻治屋町。
这条街道是战后城市规划的一部分，在太平洋战争期间，名古屋市中心遭到美军空袭，严重受损。当时计划修建东西南北贯穿名古屋市中心的百米路。为了防止火灾蔓延并为居民提供疏散区域，道路被拓宽，平均宽度超过100米。
修建两条百米路将占用名古屋约20%的总面积，并需要将市内约280座寺庙的坟墓迁移到同一地点，这引发了民众的强烈反对。即使在名古屋以外的城市，也有人批评“战败的日本不需要这么宽的道路”。尽管如此，出于防灾的考虑，还是动工修建了南北走向的久屋大通和与之成直角的东西走向的若宫大通。据说，久屋大通建成之初，许多人对那里可能修建飞机跑道感到担忧。
久屋大通于1963年竣工，26年后的1989年，久屋大通开发协会与法国巴黎香榭丽舍大街委员会签署了友好合作协议，与巴黎香榭丽舍大街结成了友好合作关系。这项协议的签署，扭转了几年前东京银座曾与香榭丽舍大街委员会接洽但遭到拒绝的局面。

## 地理

### 交叉路口
- 久屋大道北端，与外堀通的交汇处外堀通（久屋桥交叉点/久屋桥西交叉点）

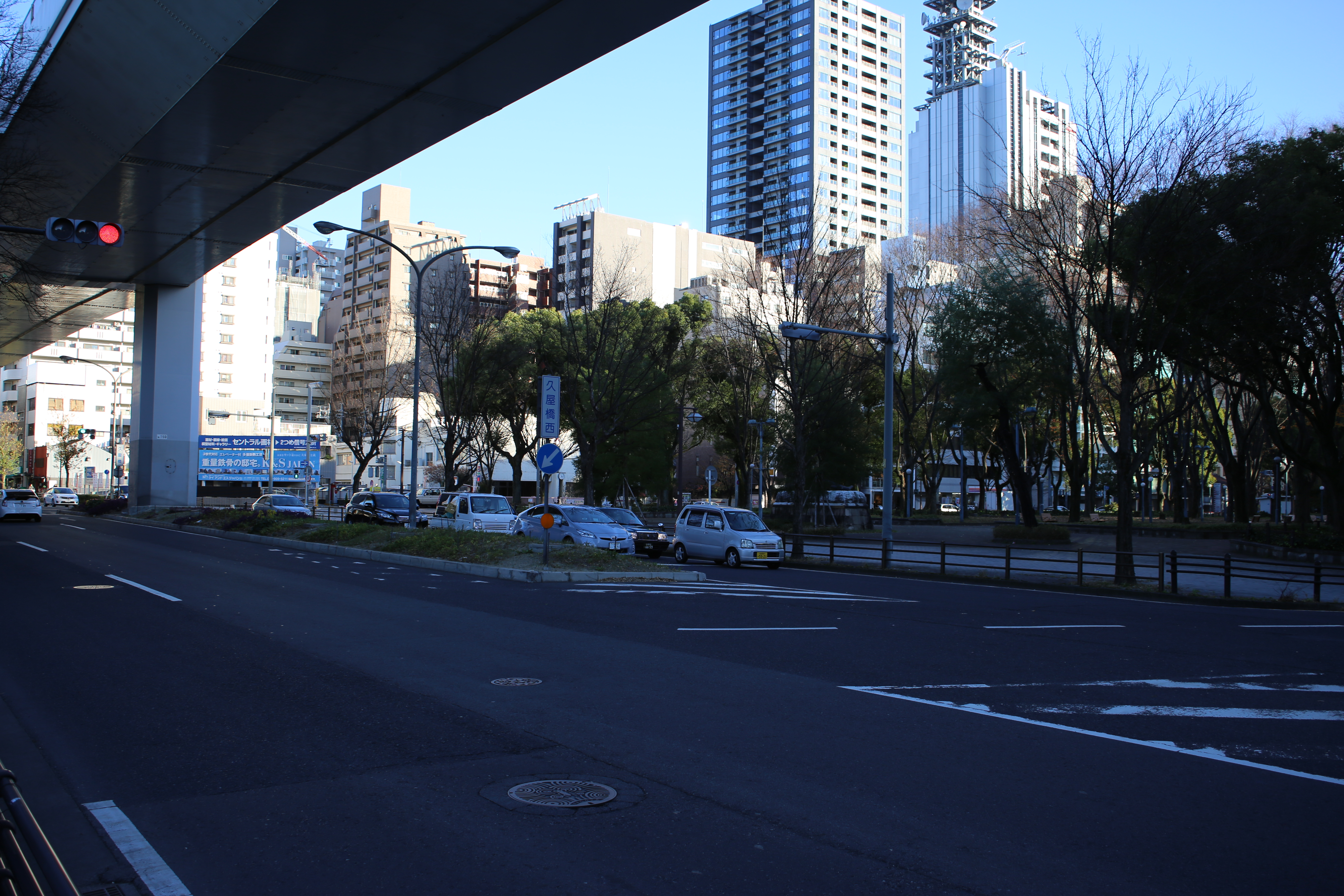
久屋大道北端，与外堀通的交汇处

- 樱通（国道19号）（樱通久屋东交叉点/樱通久屋西交叉点）
- 从“水上宇宙飞船”上远眺与锦通的交汇处锦通（锦通久屋交叉点）

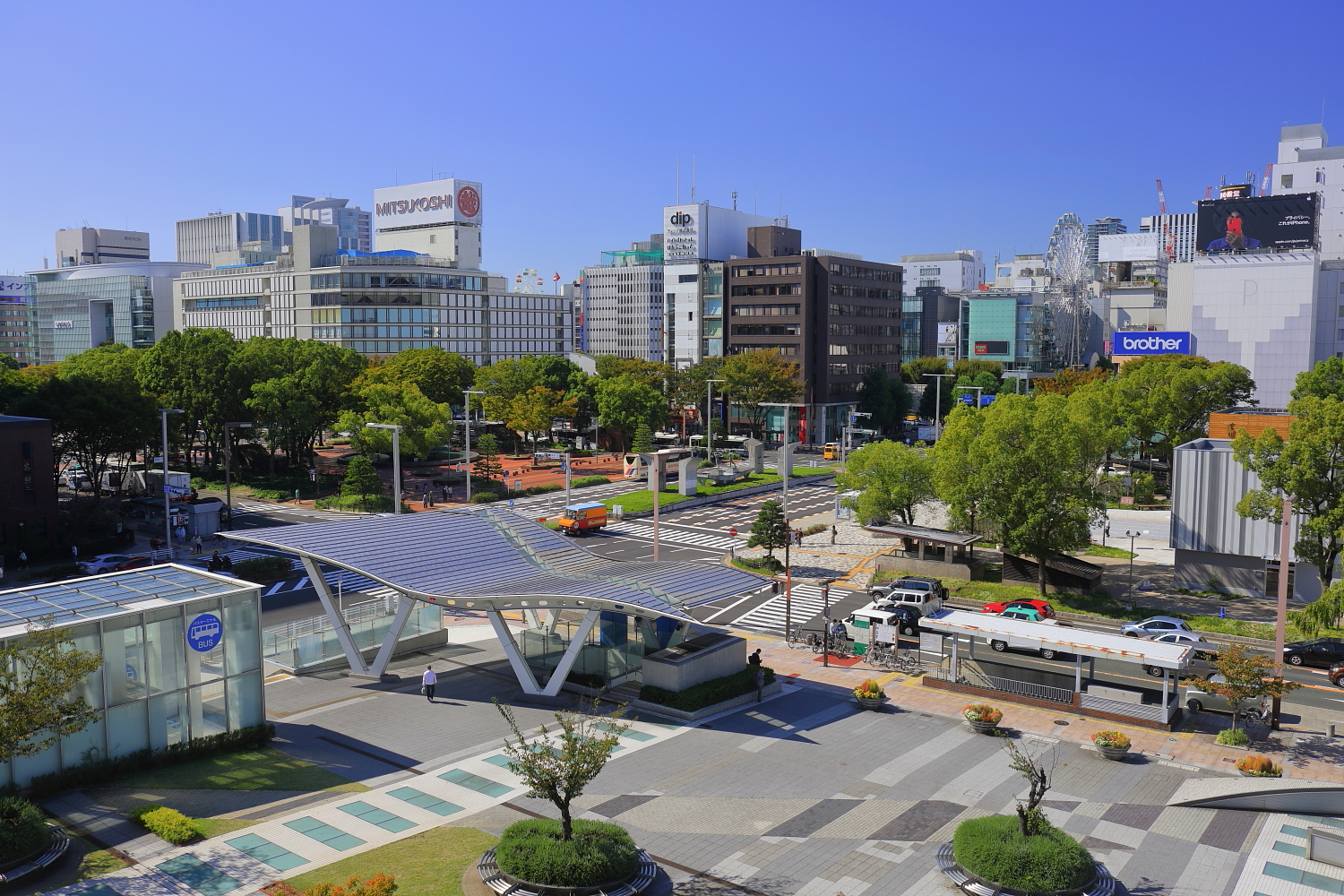
从“水上宇宙飞船”上远眺与锦通的交汇处

- 广小路通（爱知县道60号名古屋长久手线）（广小路久屋东交叉点/广小路久屋西交叉点）
- 若宫大通（若宫大通久屋交叉点）
- 前津通（若宫大通久屋交叉点）

### 沿线主要设施
- NHK名古屋放送局
- 荣巴士总站
- 久屋大通公园
- 名古屋电视塔
- 绿洲21
- 中日大厦
- 松坂屋名古屋店
  - 手创馆名古屋松坂屋店
- 名古屋三越荣店
- LACHIC
- 名古屋PARCO

### 沿线车站
名古屋市营地下铁
- 久屋大通站：名城线、樱通线
- 荣站：名城线，东山线
- 矢场町站：名城线

名古屋铁道
- 荣町站：濑户线

## 图集

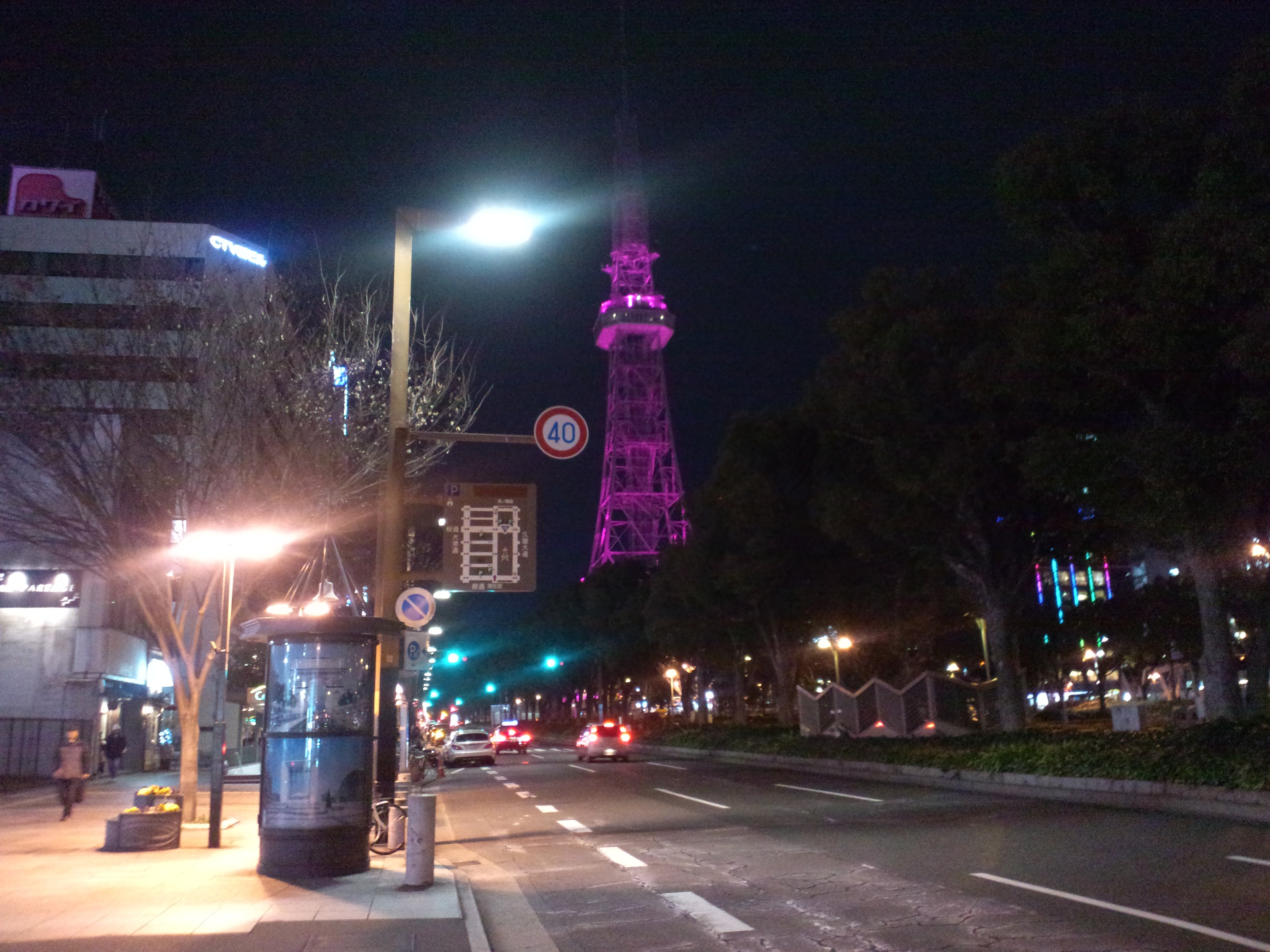
久屋大通的夜景
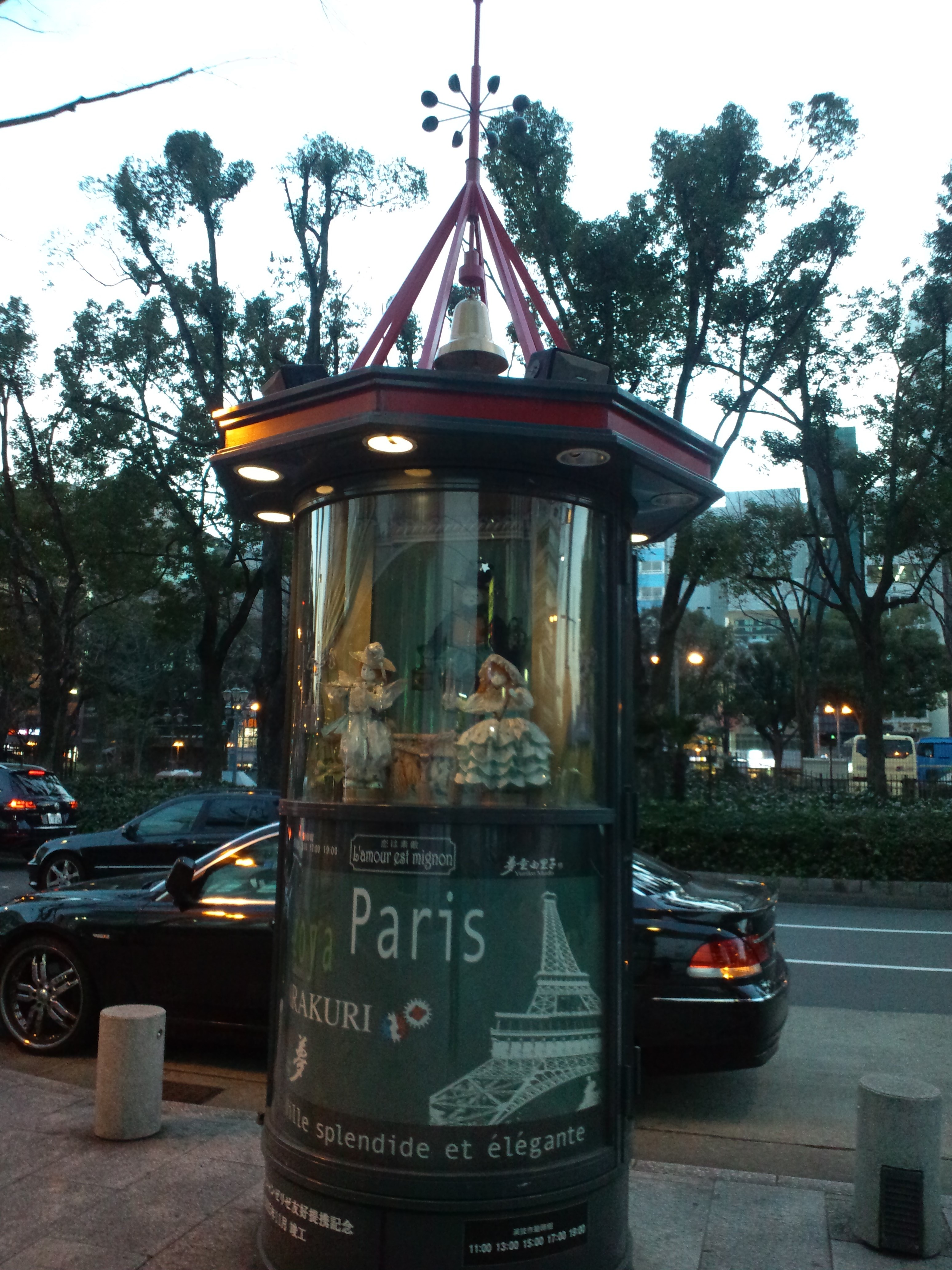
巴黎市的纪念碑
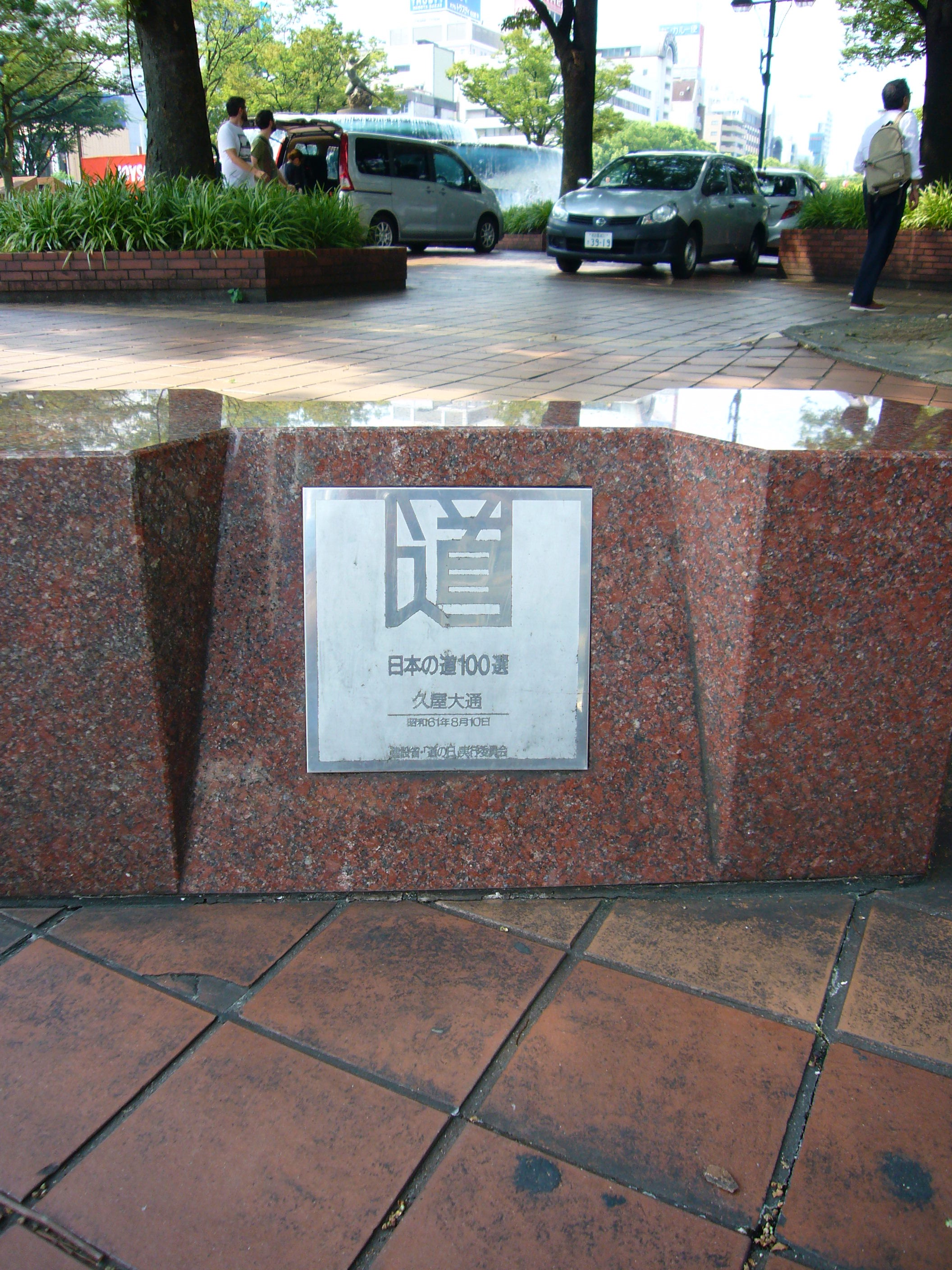
久屋大通获日本道路百选纪念碑

## 关联项目
- 久屋大通公园
- 若宫大通